# Zulage

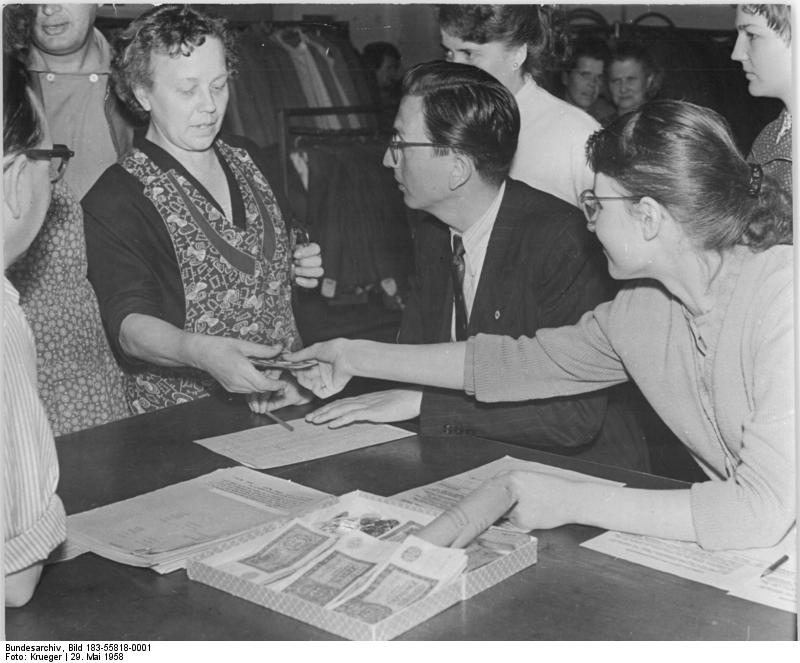
Auszahlung der Zuschläge in einem Berliner Betrieb (1958)

Als Zulage bezeichnet man allgemein Entgelte, die für Sonderleistungen oder spezifische Arbeitsbelastungen über das übliche Entgelt hinaus entrichtet werden.

## Vergütungsbezogene Zulage
Die Zulage stellt allgemein eine Form der Entgeltdifferenzierung dar, die an den persönlichen Umständen eines Beschäftigten orientiert ist und eine Erhöhung des Grundentgeltes zur Folge hat. Bis auf die Leistungszulage orientiert sie sich im Regelfall nicht am persönlichen Verhalten des Arbeitnehmers, sondern an dessen Umweltzustand. Speziell handelt es sich im Arbeitsrecht um Arbeitsentgelte, die vom Arbeitgeber außerhalb des Tarifvertrages den Arbeitnehmern zusätzlich zum Tarifentgelt für besondere Arbeitsleistungen oder spezifische Arbeitsbelastungen gezahlt werden. Es handelt sich um arbeitsvertraglich zugesagte Leistungen, die ihrem Gegenstand nach an tarifliche Leistungen anknüpfen. Neben dem Tarifentgelt stellt die Zulage eine regelmäßige Leistung dar, die einen Sonderzweck verfolgt. Hierdurch soll das lediglich die kollektive Mindestsicherung gewährleistende Tarifsystem verfeinert und ergänzt werden, welches lediglich die Normalleistung der Arbeitnehmer abgelten soll.
Die Ruhegehaltsfähigkeit der Zulagen hängt davon ab, ob sie regelmäßig gezahlt werden und unwiderruflich sind wie dies bei der Amtszulage der Fall ist (§ 42 Abs. 2 BBesG). Einmalige oder widerrufliche Leistungen wie Stellenzulagen, Leistungsprämien und Leistungszulagen sind dagegen nicht ruhegehaltfähig (§ 42a Abs. 2 BBesG).
Arten
Zu unterscheiden ist zwischen der unbenannten und benannten Zulage. Benannte Zulagen entlohnen überdurchschnittliche Leistungen, die während eines längeren Zeitraums erbracht werden oder Entgelte für erhebliche Arbeitsbelastungen des Arbeitnehmers (Lärm-, Schmutz-, Hitze-, Kältezulage); sie sind Bestandteil des Arbeitsvertrages. Die unbenannte Zulage ist dagegen nicht Bestandteil des Arbeitsvertrages und soll die konkrete Arbeitsleistung höher vergüten als tariflich vorgesehen. 
Von Bedeutung sind:
- Baugewerbe: Der Bauzuschlag ist ein Lohnbestandteil für besondere Arbeitsbelastung; ähnliche Zuschläge gibt es auch für andere Arbeitnehmergruppen wie Forstarbeiter und Bergarbeiter;
- Industrie: Leistungszulagen, Schichtzulagen, Gefahrenzulagen, Schmutzzulagen oder Produktivitätszulagen;
- öffentlicher Dienst: Erschwerniszulagen nach der Erschwerniszulagen-Verordnung (EZulV), die gemäß § 42a EZulV für Dienst zu ungünstigen Zeiten gewährt werden, wenn Beschäftigte mit mehr als fünf Stunden im Kalendermonat zum Dienst zu ungünstigen Zeiten herangezogen werden. Geregelt sind im BBesG die Stellenzulagen (etwa Ministerialzulage) und Amtszulagen (etwa Staatsanwalt). Die Buschzulage oder Berlinzulage sind Spezifika der deutschen Verhältnisse.
- Bei Führungskräften gibt es wegen der besonderen Verantwortung oft eine Funktionszulage;
- eine Auslandszulage erhalten ins Ausland entsandte Mitarbeiter zusätzlich zu ihrem regulären Arbeitsentgelt;
- Zulage für Fallschirmspringer.

Viele Zulagen werden dauerhaft gewährt, während Gratifikationen wie die Jubiläumszuwendung einmalig zu einem bestimmten Anlass gezahlt werden.

## Staatliche Zulagen
Staatliche Förderungen treten in unterschiedlichen Formen auf. Dabei wird häufig der Begriff Zulage verwendet:
- Sozialleistungen wie die  Kinderzulage, der Kinderzuschlag, die Pflegezulage oder die Eigenheimzulage (früher)
- Subventionen wie die Arbeitnehmersparzulage, die Investitionszulage, die Forschungszulage und die Ausgleichszulage

Das Steuerrecht spricht im Regelfall vom Zuschuss oder Zuwendung, wenn der Staat etwa im Rahmen finanzieller Fördermittel Finanzierungshilfen zur Verfügung stellt. Ausnahmsweise wird jedoch bei der Riester-Rente von der Zulagenrente gesprochen, weil das Gesetz in § 79 EStG die Altersvorsorgezulage erwähnt.

## Abgrenzung
Die beiden Begriffe „Zulage“ und „Prämie“ lassen sich nicht immer eindeutig voneinander unterscheiden und werden uneinheitlich gehandhabt. Im öffentlichen Dienst sind gemäß § 42a Abs. 1 BBesG Leistungsprämien Einmalzahlungen, während Leistungszulagen zwar regelmäßig vergütet werden, aber zu befristen sind; bei Leistungsabfall ist sogar ein Widerruf möglich. Außerdem gibt es noch den Zuschlag, etwa als Zuschlag für Sonntags-, Feiertags- und Nachtarbeit. Der Nachtzuschlag ist als einzige Zulagenart kumulativ. Wird die Nachtarbeit an Sonn- und Feiertagen geleistet, kann zusätzlich zum Feiertags- ein Nachtarbeitszuschlag teilweise steuerfrei gewährt werden. Bei der Deutschen Bahn wird für die Nutzung besonders schneller oder komfortabler Zuggattungen ein zusätzliches Entgelt erhoben, das die Bezeichnung Zuschlag trägt. Daneben gibt es noch die Begriffe Bonus, Prämie, Zuschlag, Zuschuss, Zuwendung.